# Піхота/Чернетка

## Як виглядатимуть шаблони після згрупування
1. ↑  https://imagecolorpicker.com/color-code/e1c6ae

--Squiper GP (обговорення) 13:46, 4 липня 2025 (UTC)